# Stefan Pomarański

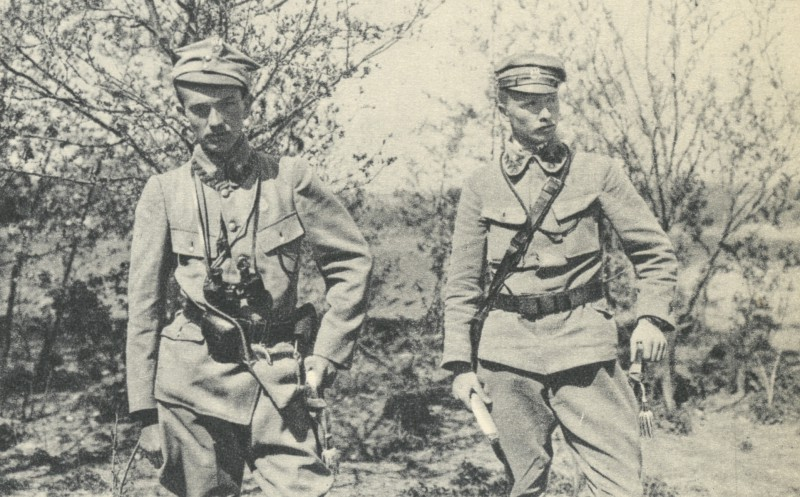
Podporucznicy legioniści Zygmunt Żarski-Radoński i Stefan Pomarański

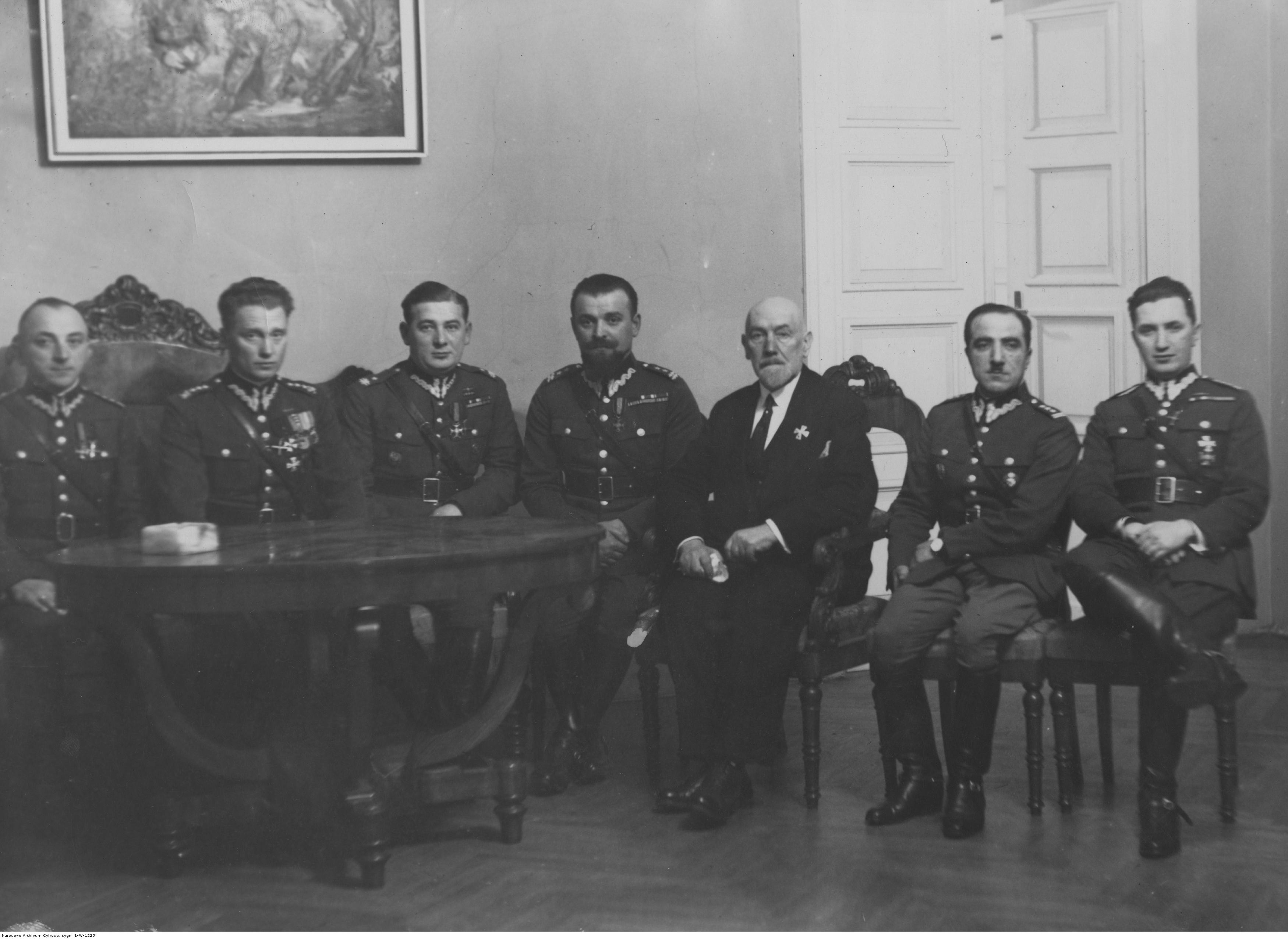
Stefan Pomarański (drugi od lewej) podczas odczytu na temat „Dusza wielkiej wojny w powieści” (21 stycznia 1932). W środku ppłk Zygmunt Cšadek, po jego prawej stronie, w cywilnym ubraniu, pisarz Cezary Jellenta, a obok płk Israfił-Bej

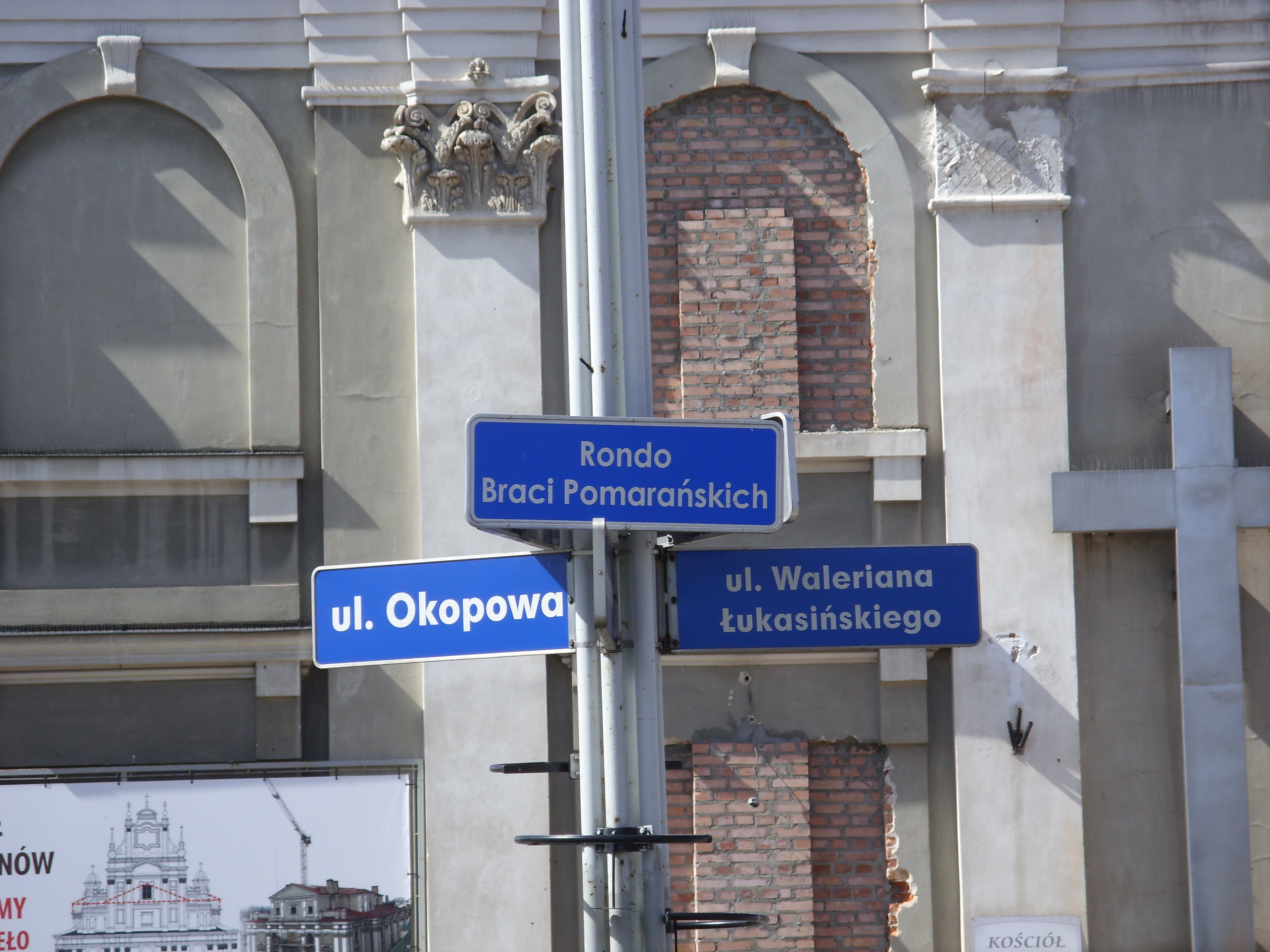
Rondo Braci Pomarańskich w Zamościu

Stefan Pomarański ps. „Borowicz”, „Michał Zawisza”, „Roszko”, „Nowaczyński” (ur. 7 września 1893 w Warszawie, zm. 15 grudnia 1944 we Flossenbürgu) – major piechoty Wojska Polskiego, historyk, instruktor skautowy i harcerski.

## Życiorys
Urodził się 7 września 1893 w Warszawie, w rodzinie Józefa i Marii z Doranttów. Był starszym bratem Józefa Pomarańskiego (1896–1942) i Zygmunta Pomarańskiego (1898–1941), legionistów, oficerów Wojska Polskiego, zamordowanych w obozie koncentracyjnym Auschwitz.
Uczęszczał do gimnazjum rządowego w Zamościu, po strajku szkolnym w gimnazjum polskim Edwarda Świecimskiego, następnie Gimnazjum Mariana Rychłowskiego w Warszawie, w którym w 1914 zdał maturę.  Działalność niepodległościową rozpoczął w Organizacji Młodzieży Niepodległościowej „Zarzewie”. W 1912 wstąpił do Polskich Drużyn Strzeleckich, gdzie przybrał pseudonim „Borowicz”. Od sierpnia 1914 razem z bratem Zygmuntem w Legionach Polskich. 6 sierpnia 1914 wymaszerował z Krakowa w składzie 2 plutonu 1 kompanii kadrowej (brat służył w 3 plutonie). W maju 1915 ranny pod Tarłowem. We wrześniu 1915 oddelegowany do Polskiej Organizacji Wojskowej. Był m.in. dowódcą warszawskiego okręgu miejskiego i dowódcą szkoły podchorążych w Warszawie. Był pracownikiem Biura Komisji do Spraw Jeńców Tymczasowej Rady Stanu. W lipcu 1917 aresztowany przez władze niemieckie, zbiegł z obozu internowanych w Szczypiornie. Następnie przebywał w Zamościu, gdzie wraz z braćmi Zygmuntem i Józefem założył Księgarnię Polską i wydawał czasopismo „Kronika Powiatu Zamojskiego” (od 1919 „Teka Zamojska”). W czasie wojny bolszewickiej był komendantem Kwatery Głównej Sztabu Ścisłego Naczelnego Wodza, przygotowywał komunikaty prasowe Sztabu Generalnego.
Ukończył studia na Wydziale Historycznym Uniwersytetu Warszawskiego, gdzie potem pracował naukowo (zajmował się głównie historią powstania styczniowego i Legionów Polskich, m.in. zbadał i ogłosił drukiem akta komisji śledczej w sprawie Romualda Traugutta i napisał historię 36 pp LA). W 1922 uzyskał doktorat na UW (uzyskanie tytułu doktora filozofii ogłoszono w 1934). Był pomocnikiem referenta w Ministerstwie Wyznań Religijnych i Oświecenia Publicznego, po czym został zwolniony z dniem 30 czerwca 1922 na własną prośbę i przeszedł do pracy w Archiwum Akt Dawnych
W 1928 wrócił do czynnej służby wojskowej, był dowódcą kompanii 36 pułku piechoty. Z dniem 1 kwietnia 1935 został przydzielony do Ministerstwa Wyznań Religijnych i Oświecenia Publicznego na sześciomiesięczną praktykę. 27 czerwca 1935 został mianowany majorem ze starszeństwem z 1 stycznia 1935 i 80. lokatą w korpusie oficerów piechoty. We wrześniu tego roku został przeniesiony w stan spoczynku.
Po wybuchu II wojny światowej walczył w obronie Lwowa, następnie internowany na Węgrzech działał w konspiracji. Aresztowany przez Gestapo, został zamordowany w obozie koncentracyjnym Flossenbürg 15 grudnia 1944 roku.
Jego dziećmi byli: Przemysław (poległ w wojnie obronnej Polski 1939 roku), Leszek (zginął w powstaniu warszawskim), Sława (zm. 2015), Mirosław (zm. 1989) i Wanda (zm. 2010).
W 2011, z inicjatywy Światowego Związku Żołnierzy Armii Krajowej Oddział Zamość, rondo przed kościołem Zwiastowania Najświętszej Maryi Panny w Zamościu otrzymało nazwę „ronda Braci Pomarańskich” dla upamiętnienia trzech braci: Stefana, Zygmunta i Józefa.

## Skauting
W sierpniu 1911 Stefan Pomarański zorganizował wraz z Alojzym Pawełkiem pierwszą w Warszawie męską drużynę skautów. Działała ona w konspiracji przy polskim prywatnym Gimnazjum Mariana Rychłowskiego na ul. Smolnej Dolnej 4, a jej patronem był Romuald Traugutt; w późniejszym okresie przyjęła nazwę 1 Warszawskiej Drużyny Harcerskiej im. Romualda Traugutta „Czarna Jedynka”. Konspiracyjna działalność skautów na terenie gimnazjum była możliwa, ponieważ właściciel, a zarazem dyrektor szkoły Marian Rychłowski, dawny zesłaniec polityczny i patriota, uważał, że program ćwiczeń skautowych przygotuje polską młodzież do walki o niepodległość, gdy weźmie ona udział z bronią w ręku w zbliżającej się wojnie światowej.
Z chwilą wybuchu I wojny światowej obaj założyciele i kilku innych skautów 1WDH przekradli się przez granicę zaborów i walczyli w Legionach. W 1916 Stefan Pomarański stanął na czele Polskiej Organizacji Skautowej, brał udział w zjednoczeniu polskiego ruchu skautowego i utworzeniu Związku Harcerstwa Polskiego.

## Ordery i odznaczenia
- Krzyż Niepodległości (20 stycznia 1931)[12][2][13][14]
- Krzyż Kawalerski Orderu Odrodzenia Polski (10 listopada 1928)[15]
- Krzyż Walecznych (pięciokrotnie)[16]
- Złoty Krzyż Zasługi (dwukrotnie: 16 marca 1934[17], 25 lutego 1939[18])
- Medal Pamiątkowy za Wojnę 1918–1921[16]
- Srebrny Wawrzyn Akademicki (4 listopada 1937)[19]
- Medal Dziesięciolecia Odzyskanej Niepodległości[16]
- Odznaka Pamiątkowa „Pierwszej Kadrowej”[20]
- Odznaka Pamiątkowa Więźniów Ideowych[21]
- Order Palm Akademickich (Francja)[16]

28 lutego 1938 Komitet Krzyża i Medalu Niepodległości ponownie rozpatrzył jego wniosek, lecz Krzyża Niepodległości z Mieczami nie przyznał. Był również przedstawiony do odznaczenia Orderem Virtuti Militari.